# Marc Cucurella
Marc Cucurella Saseta (sinh ngày 22 tháng 7 năm 1998) là một cầu thủ bóng đá chuyên nghiệp người Tây Ban Nha hiện đang thi đấu ở vị trí hậu vệ trái cho câu lạc bộ Premier League Chelsea và đội tuyển bóng đá quốc gia Tây Ban Nha.
Được đào tạo tại Barcelona, Cucurella đã dành phần lớn thời gian ở đó trong đội dự bị, xuất hiện thay thế duy nhất ở Copa del Rey cho đội một. Anh đã chơi hơn 100 trận tại La Liga cho Eibar và Getafe, trước khi gia nhập Brighton vào năm 2021.
Cucurella đã có 49 lần khoác áo tuyển Tây Ban Nha ở mọi cấp độ trẻ từ dưới 16 tuổi đến dưới 23 tuổi, giành huy chương bạc sau đó tại giải Olympic 2020. Anh ấy đã có trận ra mắt đội tuyển Tây Ban Nha vào năm 2021, đồng thời cũng đại diện cho đội tuyển ở Euro 2024, nơi mà anh và đội tuyển của mình đã dành chức vô địch.

## Sự nghiệp câu lạc bộ

### Barcelona và Eibar
Cucurella sinh ra tại Alella, Barcelona, Catalunya. Anh bắt đầu chơi Futsal với FS Alella trước khi gia nhập đội trẻ của Espanyol vào năm 2006, và vào năm 2012, anh chuyển đến Barcelona. Vào ngày 26 tháng 11 năm 2016, khi vẫn còn là cầu thủ trẻ, anh đã có trận ra mắt đội dự bị bằng cách bắt đầu trong chiến thắng 4–0 trên sân nhà trước L'Hospitalet ở Segunda División B.
Cucurella đã đóng góp 17 lần ra sân cho đội, đạt được sự thăng hạng lên Segunda División thông qua vòng play-off. Vào ngày 7 tháng 7 năm 2017, anh đã gia hạn hợp đồng đến năm 2021, với điều khoản trị giá 12 triệu euro. Anh đã ra mắt chuyên nghiệp vào ngày 1 tháng 9, bắt đầu trong trận hòa 2–2 trên sân khách trước Granada. Anh đã ra mắt đội một vào ngày 24 tháng 10, vào sân thay người vào phút cuối cho Lucas Digne trong chiến thắng 3–0 trên sân khách tại Copa del Rey trước Real Murcia. Anh đã ghi bàn thắng đầu tiên cho Barcelona B vào ngày 17 tháng 3 năm 2018, gỡ hòa trong trận hòa trên sân khách trước Lorca.
Vào ngày 31 tháng 8 năm 2018, Cucurella được cho mượn đến câu lạc bộ La Liga khác là SD Eibar trong một năm với điều khoản mua lại trị giá 2 triệu euro. Anh ấy đã có trận ra mắt giải đấu hàng đầu vào ngày 25 tháng 9 trong trận thua 1–0 trên sân khách trước Espanyol. Xuất hiện như một trong tám sự thay đổi của huấn luyện viên José Luis Mendilibar, anh ấy đã được nhà báo Marca Ander Barroso khen ngợi bất chấp kết quả. Anh đã ghi bàn thắng đầu tiên tại La Liga vào ngày cuối cùng của mùa giải vào ngày 9 tháng 5 năm 2019, mở tỷ số trong trận hòa 2–2 trên sân nhà trước câu lạc bộ chủ quản của anh ấy là Barcelona.

### Getafe

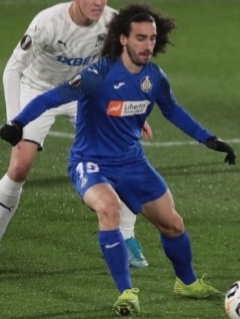
Cucurella chơi cho Getafe năm 2019

Vào cuối thời hạn cho mượn, Eibar đã thực hiện điều khoản của Cucurella, biến anh thành cầu thủ thường trực của đội bóng xứ Basque; cùng với vụ chuyển nhượng, Barcelona đã thêm tùy chọn mua lại trị giá 4 triệu euro. Vào ngày 16 tháng 7 năm 2019, chỉ sau mười sáu ngày là cầu thủ thường trực của Eibar, điều khoản này đã được kích hoạt, chỉ để anh được cho Getafe mượn hai ngày sau đó cho mùa giải sắp tới, với tùy chọn mua với giá 6 triệu euro và 40% quyền còn lại cho Barcelona.
Cucurella ra mắt châu Âu vào ngày 19 tháng 9 năm 2019 khi vào sân thay Kenedy trong chiến thắng 1–0 trên sân nhà trước Trabzonspor ở vòng bảng UEFA Europa League. Anh đã chơi tám trận trong giải đấu đó, kết thúc 11 tháng sau với trận thua 2–0 chung cuộc trước Inter Milan ở vòng 16 đội.
Vào ngày 3 tháng 3 năm 2020, Getafe đã kích hoạt quyền chọn mua của anh ấy với giá 6 triệu euro, đồng thời anh cũng không còn liên quan với Barcelona nữa. Câu lạc bộ đã thực hiện đầy đủ quyền chọn mua của anh ấy vào ngày 30 tháng 6.

### Brighton & Hove Albion
Vào ngày 31 tháng 8 năm 2021, Cucurella gia nhập câu lạc bộ Premier League Brighton & Hove Albion theo hợp đồng có thời hạn 5 năm. Anh ra mắt Brighton vào ngày 11 tháng 9, đá chính và chơi 82 phút trước khi bị thay ra trong chiến thắng 1–0 trên sân khách trước Brentford. Tám ngày sau, anh ra mắt sân nhà, chơi toàn bộ chiến thắng 2–1 trước Leicester City. Đường chuyền ngang của anh đã tạo cơ hội cho Danny Welbeck đánh đầu gỡ hòa trong thời gian bù giờ, kết thúc trận hòa 1–1 trên sân khách trước Chelsea vào ngày 29 tháng 12. Vào ngày 7 tháng 5 năm 2022, anh ghi bàn thắng đầu tiên cho câu lạc bộ; anh ghi bàn thắng thứ hai trong chiến thắng 4–0 trước Manchester United bằng cú sút từ đường chuyền ngược của Leandro Trossard. Ba ngày sau, tại lễ trao giải cuối mùa giải của câu lạc bộ, Cucurella đã giành giải "Cầu thủ xuất sắc nhất mùa giải" do các cầu thủ bình chọn cũng như được bầu chọn là Cầu thủ xuất sắc nhất mùa giải.

### Chelsea
Vào ngày 5 tháng 8 năm 2022, Cucurella đã ký hợp đồng có thời hạn sáu năm với câu lạc bộ Premier League Chelsea. Khoản phí này được cho là trị giá 55 triệu bảng Anh ban đầu, có khả năng tăng lên 62 triệu bảng Anh khi tính thêm các khoản phụ phí, đây là khoản phí kỷ lục mà Brighton nhận được. Vào ngày 6 tháng 8, anh ra mắt với tư cách là cầu thủ dự bị trong chiến thắng 1–0 trên sân khách trước Everton tại Premier League. Vào ngày 7 tháng 3 năm 2023, anh được vinh danh là Cầu thủ xuất sắc nhất trận trong trận lượt về vòng 16 đội Champions League với Borussia Dortmund, trận đấu kết thúc với chiến thắng 2–0 và giành quyền vào tứ kết. Vào ngày 17 tháng 3 năm 2024, anh ghi bàn thắng đầu tiên cho câu lạc bộ bằng bàn mở tỷ số trong chiến thắng 4–2 trước Leicester City ở tứ kết FA Cup.

## Sự nghiệp quốc tế
Sau khi đại diện cho Tây Ban Nha ở cấp độ U-16, U-17 và U-19, Cucurella được triệu tập vào đội tuyển U-21 Tây Ban Nha vào tháng 9 năm 2019, chơi các trận đấu vòng loại Giải vô địch U-21 châu Âu UEFA 2021 với Kazakhstan và Montenegro. Anh là đội trưởng của Tây Ban Nha vào vòng bán kết của Giải vô địch U-21 châu Âu 2021, nơi họ bị Bồ Đào Nha đánh bại.
Cucurella cũng là một phần của đội tuyển U-23 Tây Ban Nha giành huy chương bạc tại Thế vận hội Olympic 2020, diễn ra vào năm 2021 do năm trước bị hoãn lại do Đại dịch COVID-19.
Vào tháng 11 năm 2020, huấn luyện viên Luis Enrique đã triệu tập Cucurella vào đội tuyển Tây Ban Nha tham dự các trận đấu UEFA Nations League với Thụy Sĩ và Đức, vì José Gayà bị chấn thương. Anh ấy là cầu thủ dự bị không được sử dụng trong tất cả các trận đấu.
Do một số cầu thủ đội tuyển quốc gia bị cách ly sau khi Sergio Busquets có kết quả xét nghiệm COVID-19 cho kết quả dương tính, đội tuyển U21 Tây Ban Nha đã được triệu tập thay thế cho đội tuyển chuyên nghiệp trong trận giao hữu quốc tế với Lithuania vào ngày 8 tháng 6 năm 2021. Cucurella đã ra mắt với tư cách là đội trưởng trong trận đấu mà Tây Ban Nha đã giành chiến thắng 4–0.
Vào ngày 26 tháng 3 năm 2024, Cucurella đã có lần thứ hai khoác áo đội tuyển Tây Ban Nha, chơi trọn vẹn 90 phút ở vị trí hậu vệ trái trong trận hòa 3–3 với Brazil tại Sân vận động Santiago Bernabéu.
Vào tháng 6 năm 2024, Cucurella được điền tên vào đội hình Tây Ban Nha tham dự UEFA Euro 2024 tại Đức. Anh đã có trận ra mắt chính thức trong trận mở màn của đội tại giải đấu, bắt đầu ở vị trí hậu vệ trái khi La Furia Roja đánh bại Croatia với tỷ số 3–0 tại Olympiastadion ở Berlin. Cucurella đã kiến tạo cho bàn thắng quyết định của Mikel Oyarzabal giúp Tây Ban Nha đánh bại Anh với tỷ số 2–1 trong trận chung kết đã giúp đội tuyển của anh dành chức vô địch Euro lần thứ tư, nhiều nhất trong lịch sử giải đấu.  Sau đó được điền tên ở vị trí hậu vệ trái trong Đội hình tiêu biểu của giải đấu.

## Thống kê sự nghiệp

### Câu lạc bộ
Tính đến 13 tháng 7 năm 2025
| Câu lạc bộ             | Mùa giải            | Giải đấu            | Giải đấu | Giải đấu | Cúp quốc gia | Cúp quốc gia | Cúp liên đoàn | Cúp liên đoàn | Châu lục | Châu lục | Khác | Khác | Tổng cộng | Tổng cộng |
| Câu lạc bộ             | Mùa giải            | Hạng đấu            | Trận     | Bàn      | Trận         | Bàn          | Trận          | Bàn           | Trận     | Bàn      | Trận | Bàn  | Trận      | Bàn       |
| ---------------------- | ------------------- | ------------------- | -------- | -------- | ------------ | ------------ | ------------- | ------------- | -------- | -------- | ---- | ---- | --------- | --------- |
| Barcelona B            | 2016–17             | Segunda División B  | 11       | 0        | —            | —            | —             | —             | —        | —        | 6    | 0    | 17        | 0         |
| Barcelona B            | 2017–18             | Segunda División    | 37       | 1        | —            | —            | —             | —             | —        | —        | —    | —    | 37        | 1         |
| Barcelona B            | Tổng cộng           | Tổng cộng           | 48       | 1        | —            | —            | —             | —             | —        | —        | 6    | 0    | 54        | 1         |
| Barcelona              | 2017–18             | La Liga             | 0        | 0        | 1            | 0            | —             | —             | 0        | 0        | —    | —    | 1         | 0         |
| Eibar (mượn)           | 2018–19             | La Liga             | 31       | 1        | 2            | 1            | —             | —             | —        | —        | —    | —    | 33        | 2         |
| Getafe (mượn)          | 2019–20             | La Liga             | 37       | 1        | 1            | 0            | —             | —             | 7        | 0        | —    | —    | 45        | 1         |
| Getafe                 | 2020–21             | La Liga             | 37       | 3        | 2            | 0            | —             | —             | —        | —        | —    | —    | 39        | 3         |
| Getafe                 | 2021–22             | La Liga             | 1        | 0        | 0            | 0            | —             | —             | —        | —        | —    | —    | 1         | 0         |
| Getafe                 | Tổng cộng           | Tổng cộng           | 75       | 4        | 3            | 0            | —             | —             | 7        | 0        | —    | —    | 85        | 4         |
| Brighton & Hove Albion | 2021–22             | Premier League      | 35       | 1        | 2            | 0            | 1             | 0             | —        | —        | —    | —    | 38        | 1         |
| Chelsea                | 2022–23             | Premier League      | 24       | 0        | 0            | 0            | 1             | 0             | 8        | 0        | —    | —    | 33        | 0         |
| Chelsea                | 2023–24             | Premier League      | 21       | 0        | 2            | 1            | 3             | 0             | —        | —        | —    | —    | 26        | 1         |
| Chelsea                | 2024–25             | Premier League      | 36       | 5        | 2            | 0            | 1             | 0             | 9        | 2        | 6    | 0    | 54        | 7         |
| Chelsea                | 2025–26             | Premier League      | 0        | 0        | 0            | 0            | 0             | 0             | 0        | 0        | —    | —    | 0         | 0         |
| Chelsea                | Tổng cộng           | Tổng cộng           | 81       | 5        | 4            | 1            | 5             | 0             | 17       | 2        | 6    | 0    | 113       | 8         |
| Tổng cộng sự nghiệp    | Tổng cộng sự nghiệp | Tổng cộng sự nghiệp | 270      | 12       | 12           | 2            | 6             | 0             | 24       | 2        | 12   | 0    | 324       | 16        |

1. ↑  Bao gồm Copa del Rey, Cúp FA
2. ↑  Bao gồm Cúp EFL
3. ↑  Số lần ra sân ở Segunda División B play-offs
4. ↑  Số lần ra sân ở UEFA Europa League
5. ↑  Số lần ra sân ở UEFA Champions League
6. ↑  Số lần ra sân ở UEFA Conference League
7. ↑  Số lần ra sân ở FIFA Club World Cup

### Quốc tế
Tính đến trận đấu diễn ra ngày 8 tháng 6 năm 2025
| Đội tuyển quốc gia | Năm  | Trận | Bàn |
| ------------------ | ---- | ---- | --- |
| Tây Ban Nha        | 2021 | 1    | 0   |
| Tây Ban Nha        | 2024 | 12   | 0   |
| Tây Ban Nha        | 2025 | 4    | 0   |
| Tổng               | Tổng | 17   | 0   |

## Danh hiệu
Barcelona
- Copa del Rey: 2017–18[49]

Chelsea
- UEFA Conference League: 2024–25[50]
- FIFA Club World Cup: 2025[51]

U-23 Tây Ban Nha
- Huy chương bạc Thế vận hội mùa hè: 2020[36]

Tây Ban Nha
- UEFA European Championship: 2024[52]

#### Cá nhân
- Giải vô địch bóng đá châu Âu: 2024[53]
- Cầu thủ xuất sắc nhất mùa giải của Brighton & Hove Albion: 2021–22[27]
- Cầu thủ xuất sắc nhất mùa giải của Brighton & Hove Albion: 2021–22[27]
- Đội hình tiêu biểu của Giải vô địch U-17 châu Âu UEFA năm 2015[54]